# Château de Méricourt-sur-Somme
Le château de Méricourt-sur-Somme est une propriété privée qui se situe à Méricourt-sur-Somme, sur le territoire de la commune d'Étinehem-Méricourt dans le département de la Somme, entre Amiens et Péronne.

## Historique
Le château médiéval de la fin du XIIe siècle fut détruit sur ordre de Richelieu puis reconstruit à partir de 1655 par la Famille Le Fournier de Wargemont qui détenait la seigneurie de Méricourt.
Le château fut transformé et agrandi au XVIIIe siècle.
Pendant la Première Guerre mondiale, le château accueillit Raymond Poincaré, président de la république française, les généraux Joffre, Foch et Haig.[réf. souhaitée]
Le château est protégé en tant que monument historique : inscription par arrêté du 14 octobre 2003.

## Description
Du château médiéval, il reste la porte d'entrée. Certains éléments du château remontent à la Renaissance. 
Le corps de logis, en pierre de taille, fut construit pour l'essentiel au XVIIIe siècle. Il est orné des armoiries sculptées des Le Fournier de Wargemont.
Les dépendances se composent des écuries, de la remise et d'une serre.

## Le parc
Le parc de 15 ha, avec ses arbres centenaires, possède un réseau hydraulique d'origine médiévale avec des étangs et des pièces d'eau dans les méandres de la Somme. 